# Ampharetidae
Ampharetidae zijn een familie van borstelwormen uit de onderorde van de Terebellomorpha. De wetenschappelijke naam van de familie werd voor het eerst geldig gepubliceerd in 1866 door Malmgren.

## Taxonomie
De volgende taxa zijn bij de familie ingedeeld:
- Onderfamilie Ampharetinae Malmgren, 1866
  - Geslacht Abderos Schüller & Jirkov, 2013
  - Geslacht Adercodon Mackie, 1994
  - Geslacht Alkmaria Horst, 1919
  - Geslacht Amage Malmgren, 1866
  - Geslacht Ampharana Hartman, 1967
  - Geslacht Ampharete Malmgren, 1866
  - Geslacht Amphicteis Grube, 1850
  - Geslacht Amphisamytha Hessle, 1917
  - Geslacht Amythas Benham, 1921
  - Geslacht Amythasides Eliason, 1955
  - Geslacht Andamanella Holthe, 2002
  - Geslacht Anobothrus Levinsen, 1884
  - Geslacht Auchenoplax Ehlers, 1887
  - Geslacht Decemunciger Zottoli, 1982
  - Geslacht Ecamphicteis Fauchald, 1972
  - Geslacht Eclysippe Eliason, 1955
  - Geslacht Emaga Hartman, 1978
  - Geslacht Endecamera Zottoli, 1982
  - Geslacht Eusamythella Hartman, 1971
  - Geslacht Glyphanostomum Levinsen, 1884
  - Geslacht Gnathampharete Desbruyères, 1978
  - Geslacht Grassleia Solis-Weiss, 1993
  - Geslacht Grubianella McIntosh, 1885
  - Geslacht Hobsonia Banse, 1979
  - Geslacht Hypania Ostroumoff, 1897
  - Geslacht Hypaniola Annenkova, 1927
  - Geslacht Jugamphicteis Fauchald & Hancock, 1981
  - Geslacht Lysippe Malmgren, 1866
  - Geslacht Melinnampharete Annenkova, 1937
  - Geslacht Melinnata Hartman, 1965
  - Geslacht Melinnoides Benham, 1927
  - Geslacht Neopaiwa Hartman & Fauchald, 1971
  - Geslacht Neosabellides Hessle, 1917
  - Geslacht Neosamytha Hartman, 1967
  - Geslacht Noanelia Desbruyères & Laubier, 1977
  - Geslacht Orochi Reuscher, Fiege & Imajima, 2015
  - Geslacht Pabits Chamberlin, 1919
  - Geslacht Paedampharete Russell, 1987
  - Geslacht Paiwa Chamberlin, 1919
  - Geslacht Parampharete Hartman, 1967
  - Geslacht Paramphicteis Caullery, 1944
  - Geslacht Paramytha Kongsrud, Eilertsen, Alvestad, Kongshavn & Rapp, 2017
  - Geslacht Pavelius Kuznetsov & Levenstein, 1988
  - Geslacht Phyllampharete Hartman & Fauchald, 1971
  - Geslacht Phyllamphicteis Augener, 1918
  - Geslacht Phyllocomus Grube, 1877
  - Geslacht Samytha Malmgren, 1866
  - Geslacht Samythella Verrill, 1873
  - Geslacht Samythopsis McIntosh, 1885
  - Geslacht Sosane Malmgren, 1866
  - Geslacht Tanseimaruana Imajima, Reuscher & Fiege, 2013
  - Geslacht Watatsumi Reuscher, Fiege & Imajima, 2015
  - Geslacht Weddellia Hartman, 1967
  - Geslacht Ymerana Holthe, 1986
  - Geslacht Zatsepinia Jirkov, 1986
- Onderfamilie Melinninae Chamberlin, 1919
  - Geslacht Isolda Mueller, 1858
  - Geslacht Melinantipoda Hartman, 1967
  - Geslacht Melinna Malmgren, 1866
  - Geslacht Melinnopsides Day, 1964
  - Geslacht Melinnopsis McIntosh, 1885

### Nomen dubium
- Geslacht Aryandes Kinberg, 1867

### Synoniemen
- Geslacht Amagopsis Pergament & Khlebovich, 1964 => Grubianella McIntosh, 1885
- Geslacht Amathys Desbruyères & Laubier, 1996 => Amphisamytha Hessle, 1917
- Geslacht Anobothrella Hartman, 1967 => Anobothrus Levinsen, 1884
- Geslacht Asabellides Annenkova, 1929 => Ampharete Malmgren, 1866
- Geslacht Branchiosabella Claparède, 1863 => Ampharete Malmgren, 1866
- Geslacht Crossostoma Gosse, 1855 => Amphicteis Grube, 1850
- Geslacht Egamella Fauchald, 1972 => Amage Malmgren, 1866
- Geslacht Eusamytha Hartman, 1967 => Eusamythella Hartman, 1971
- Geslacht Eusamytha McIntosh, 1885 => Samythella Verrill, 1873
- Geslacht Glyphanostoma [auct.] => Glyphanostomum Levinsen, 1884
- Geslacht Glyphanostonum [auct.] => Glyphanostomum Levinsen, 1884
- Geslacht Heterobranchus Wagner, 1885 => Ampharete Malmgren, 1866
- Geslacht Lysippides Hessle, 1917 => Lysippe Malmgren, 1866
- Geslacht Melythasides Desbruyères, 1978 => Anobothrus Levinsen, 1884
- Geslacht Mexamage Fauchald, 1972 => Amage Malmgren, 1866
- Geslacht Microsamytha Augener, 1928 => Alkmaria Horst, 1919
- Geslacht Mugga Eliason, 1955 => Sosane Malmgren, 1866
- Geslacht Muggoides Hartman, 1965 => Sosane Malmgren, 1866
- Geslacht Paralysippe Williams, 1987 => Lysippe Malmgren, 1866
- Geslacht Paramage Caullery, 1944 => Amage Malmgren, 1866
- Geslacht Parhypania Annenkova, 1928 => Hypania Ostroumoff, 1897
- Geslacht Pseudampharete Hilbig, 2000 => Lysippe Malmgren, 1866
- Geslacht Pseudoamphicteis Hutchings, 1977 => Paramphicteis Caullery, 1944
- Geslacht Pseudosabellides Berkeley & Berkeley, 1943 => Ampharete Malmgren, 1866
- Geslacht Pterampharete Augener, 1918 => Ampharete Malmgren, 1866
- Geslacht Pterolysippe Augener, 1918 => Lysippe Malmgren, 1866
- Geslacht Sabellides Milne Edwards in Lamarck, 1838 => Ampharete Malmgren, 1866
- Geslacht Schistocomus Chamberlin, 1919 => Phyllocomus Grube, 1877
- Geslacht Sosanella Hartman, 1965 => Sosane Malmgren, 1866
- Geslacht Sosanides Hartmann-Schröder, 1965 => Anobothrus Levinsen, 1884
- Geslacht Sosanopsis Hessle, 1917 => Sosane Malmgren, 1866
- Geslacht Amelinna Hartman, 1969 => Melinnopsis McIntosh, 1885
- Geslacht Irana Wesenberg-Lund, 1949 => Isolda Mueller, 1858
- Geslacht Melinnexis Annenkova, 1931 => Melinnopsis McIntosh, 1885
- Geslacht Melinnides Wesenberg-Lund, 1950 => Melinnopsis McIntosh, 1885
- Geslacht Oeorpata Kinberg, 1867 => Isolda Mueller, 1858
- Onderfamilie Alvinellinae Desbruyères & Laubier, 1980 => Alvinellidae Desbruyères & Laubier, 1986)